# 達朗貝爾原理

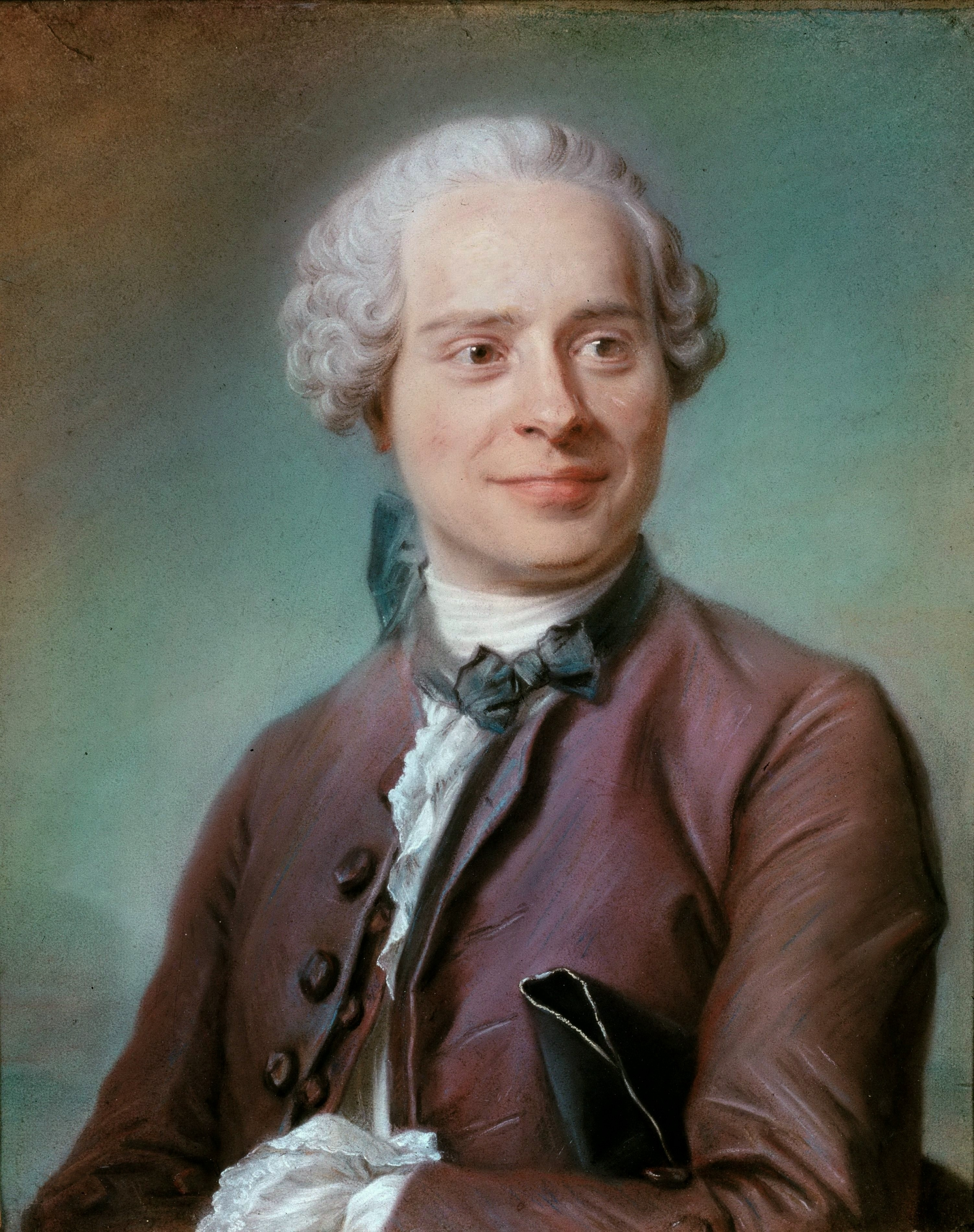
達朗貝爾

本条目中，向量與标量分別用粗體與斜體顯示。例如，位置向量通常用 {\displaystyle \mathbf {r} \,\!} 表示；而其大小則用 {\displaystyle r\,\!} 來表示。
達朗貝爾原理（英語：d'Alembert principle）是因其發現者法國物理學家與數學家讓·達朗貝爾而命名。達朗貝爾原理闡明，對於任意物理系統，所有慣性力或施加的外力，經過符合約束條件的虛位移，所作的虛功的總和等於零：
{\displaystyle \sum _{i}\ (\mathbf {F} _{i}+\mathbf {I} _{i})\cdot \delta \mathbf {r} _{i}=0\,\!}；
其中，{\displaystyle \mathbf {I} _{i}=-m_{i}\mathbf {a} _{i}\,\!}是粒子{\displaystyle P_{i}\,\!}感受到的慣性力，{\displaystyle m_{i}\,\!}和{\displaystyle \mathbf {a} _{i}\,\!}分別是粒子{\displaystyle P_{i}\,\!}的質量和加速度，{\displaystyle \mathbf {F} _{i}\,\!}是施加於粒子{\displaystyle P_{i}\,\!}的外力（不包括約束力）、{\displaystyle \delta \mathbf {r} _{i}\,\!}是符合系統約束的虛位移。
靜力學的虛功原理在動力學的版本是達朗貝爾原理。假若一個物理系統的每一個約束條件都只約束位置或時間，而不約束速度，則稱此物理系統為完整系統。達朗貝爾原理比哈密頓原理的適用範圍更廣闊，可以用於不僅是完整系統。
因為達朗貝爾原理，在一個動力系統裏，約束力所作的虛功自動抵消，也就是說，不需要顧慮約束力所作的虛功。

## 導論
思考由一群粒子構成的一個物理系統。按照牛頓運動定律，
{\displaystyle \mathbf {F} _{i}^{(T)}=m_{i}\mathbf {a} _{i}\,\!}；
其中，{\displaystyle \mathbf {F} _{i}^{(T)}\,\!}是所有施加於粒子{\displaystyle P_{i}\,\!}的作用力的合力（包括約束力）。
將方程式右邊的加速度項目移至左邊，
{\displaystyle \mathbf {F} _{i}^{(T)}-m_{i}\mathbf {a} _{i}=\mathbf {0} \,\!}。
達朗貝爾建議將這加速度項目視為一種因為粒子的運動而產生的作用力，稱為慣性力：
{\displaystyle \mathbf {I} _{i}=-m_{i}\mathbf {a} _{i}\,\!}。
這樣，施加於每一個粒子的作用力（包括慣性力）的向量和皆等於零：
{\displaystyle \mathbf {F} _{i}^{(T)}+\mathbf {I} _{i}=\mathbf {0} \,\!}。
採用達朗貝爾這絕頂聰明的建議，這系統內所有的作用力的向量和變為零，也就是說，這系統達到平衡狀態。假若動力系統的動態平衡可以視為靜力系統的靜態平衡，則所有靜力系統內有關於平衡狀態的理論都可以適用於動力系統，而這動力系統的運動問題的一大部份也可以當作靜力系統的平衡問題來解析。因此，當然也可以將靜力學的虛功原理搬遷至動力學裏。
對於每一個粒子，經過虛位移{\displaystyle \delta \mathbf {r} _{i}\,\!}，其向量和所作的虛功等於零：
{\displaystyle \delta W_{i}=(\mathbf {F} _{i}^{(T)}+\mathbf {I} _{i})\cdot \delta \mathbf {r} _{i}=0\,\!}。
作用於每一個粒子的虛功的總和{\displaystyle \delta W\,\!}等於零：
{\displaystyle \delta W=\sum _{i}\delta W_{i}=\sum _{i}(\mathbf {F} _{i}^{(T)}+\mathbf {I} _{i})\cdot \delta \mathbf {r} _{i}=0\,\!}。
將作用於每一個粒子上的合力{\displaystyle \mathbf {F} _{i}^{(T)}\,\!}，細分為外力{\displaystyle \mathbf {F} _{i}\,\!}與約束力{\displaystyle \mathbf {C} _{i}}：
{\displaystyle \delta W=\sum _{i}\ \mathbf {F} _{i}\cdot \delta \mathbf {r} _{i}+\sum _{i}\ \mathbf {C} _{i}\cdot \delta \mathbf {r} _{i}+\sum _{i}\mathbf {I} _{i}\cdot \delta \mathbf {r} _{i}=0\,\!}。
假設，每一個約束力，因為虛位移，所做的虛功的總和是零。則約束力的項目可以從方程式內移去，達朗貝爾原理成立：
{\displaystyle \delta W=\sum _{i}(\mathbf {F} _{i}+\mathbf {I} _{i})\cdot \delta \mathbf {r} _{i}=0\,\!}。（1）
現在，總和內的每一個單獨{\displaystyle \mathbf {F} _{i}-m_{i}\mathbf {a} _{i}\,\!}很可能不等於零。
定義有效力{\displaystyle \mathbf {F} _{i}^{eff}\,\!}為外力加慣性力：
{\displaystyle \mathbf {F} _{i}^{eff}=\mathbf {F} _{i}+\mathbf {I} _{i}\,\!}。
達朗貝爾原理又可表達為：對於任意物理系統，所有有效力，經過符合約束條件的虛位移，所作的虛功的總合等於零，
{\displaystyle \delta W=\sum _{i}\mathbf {F} _{i}^{eff}\cdot \delta \mathbf {r} _{i}=0\,\!}。
注意到這推論裏的約束力假設。在這裏，約束力就是牛頓第三定律的反作用力。因此，可以稱此假設為反作用力的虛功假設：所有反作用力所做的符合約束條件的虛功，其總合是零。這是分析力學額外設立的假設，無法從牛頓運動定律推導出來。

### 適用案例
在此特別列出幾個案例，展示出約束力所做的符合約束條件的虛功的總合是零：
- 剛體的約束條件是一種完整約束，以方程式表達，{\displaystyle (\mathbf {r} _{i}-\mathbf {r} _{j})^{2}=L_{ij}^{2}}；其中，剛體內部的粒子{\displaystyle P_{i}}、{\displaystyle P_{j}}的位置分別為{\displaystyle \mathbf {r} _{i}}、{\displaystyle \mathbf {r} _{j}}，它們之間的距離{\displaystyle L_{ij}}是個常數。所以，兩個粒子的虛位移{\displaystyle \delta \mathbf {r} _{i}}、{\displaystyle \delta \mathbf {r} _{j}}之間的關係為

{\displaystyle \delta (\mathbf {r} _{i}-\mathbf {r} _{j})^{2}=2(\mathbf {r} _{i}-\mathbf {r} _{j})(\delta \mathbf {r} _{i}-\delta \mathbf {r} _{j})=0}。
在這裏，有兩種可能的狀況：
1、{\displaystyle \delta \mathbf {r} _{i}=\delta \mathbf {r} _{j}}：
對於這狀況，由於{\displaystyle \mathbf {C} _{ji}=-\mathbf {C} _{ij}}，兩個作用力所做的虛功相互抵消，也就是說，
{\displaystyle \mathbf {C} _{ij}\cdot \delta \mathbf {r} _{i}+\mathbf {C} _{ji}\cdot \delta \mathbf {r} _{j}=0}，
所以，約束力所做的虛功的總合是零。
2、{\displaystyle (\mathbf {r} _{i}-\mathbf {r} _{j})\perp (\delta \mathbf {r} _{i}-\delta \mathbf {r} _{j})}：
由於{\displaystyle \mathbf {C} _{ij}\ \|\ \mathbf {C} _{ji}\ \|\ (\mathbf {r} _{i}-\mathbf {r} _{j})}，
{\displaystyle \mathbf {C} _{ij}\cdot \delta \mathbf {r} _{i}+\mathbf {C} _{ji}\cdot \delta \mathbf {r} _{j}=\mathbf {C} _{ij}\cdot \delta \mathbf {r} _{i}-\mathbf {C} _{ij}\cdot \delta \mathbf {r} _{j}=\mathbf {C} _{ij}\cdot (\delta \mathbf {r} _{i}-\delta \mathbf {r} _{j})=0}。
所以，約束力所做的虛功的總合是零。
所以，在剛體內，粒子與粒子之間的約束力所作的虛功的總合是零。
- 思考木塊移動於平滑地面上。因為木塊的重量，而產生的反作用力，是地面施加於木塊的一種約束力。注意到對於這案例，符合約束條件的虛位移必須與地面平行，所以，地面施加的約束力垂直於虛位移，它所作的虛功等於零。可是，假若木塊移動的地面是粗糙的，則會有摩擦力產生。由於虛位移平行於摩擦力，虛功不等於零。所以，達朗貝爾原理不適用於這狀況。但是，假設是一隻輪子純滚动於地面上，因為輪子與地面的瞬時接觸點是不動的，符合約束條件的虛位移等於零，所以虛功等於零，達朗貝爾原理又適用了[3]。

## 拉格朗日方程式的導引
主項目：拉格朗日方程式
拉格朗日力學是對經典力學的一種不同的表述。拉格朗日方程式是拉格朗日力學的基要方程式，可以用來描述物體的運動，特別適用於理論物理的研究。拉格朗日方程式的功能等價於牛頓力學中的牛頓第二定律。
從達朗貝爾原理，可以推導出拉格朗日方程式。設定粒子{\displaystyle P_{i}\,\!}的位置{\displaystyle \mathbf {r} _{i}\,\!}為廣義坐標{\displaystyle q_{1},q_{2},\cdots ,q_{n}\,\!}與時間{\displaystyle t\,\!}的函數：
{\displaystyle \mathbf {r} _{i}=\mathbf {r} _{i}(q_{1},q_{2},\cdots ,q_{n},\ t)\,\!}。
轉換為廣義坐標的主要的目的，是要除去物體內粒子位置與粒子位置之間的相依性。這問題在後面會有更詳細的說明。
虛位移可以表示為
{\displaystyle \delta \mathbf {r} _{i}=\sum _{j}\ {\frac {\partial \mathbf {r} _{i}}{\partial q_{j}}}\delta q_{j}\,\!}。（2）
粒子的速度{\displaystyle \mathbf {v} _{i}=\mathbf {v} _{i}(q_{1},q_{2},\cdots ,q_{n},{\dot {q}}_{1},{\dot {q}}_{2},\cdots ,{\dot {q}}_{n},\ t)\,\!}是
{\displaystyle \mathbf {v} _{i}={\frac {d\mathbf {r} _{i}}{dt}}={\frac {\partial \mathbf {r} _{i}}{\partial t}}+\sum _{j}{\frac {\partial \mathbf {r} _{i}}{\partial q_{j}}}{\dot {q}}_{j}\,\!}。
取速度對於廣義速度的偏微分：
{\displaystyle {\frac {\partial \mathbf {v} _{i}}{\partial {\dot {q}}_{j}}}={\frac {\partial \mathbf {r} _{i}}{\partial q_{j}}}\,\!}。（3）
思考方程式（1）的加速度項目，將方程式（2）代入，
{\displaystyle \sum _{i}\ m_{i}\mathbf {a} _{i}\cdot \delta \mathbf {r} _{i}=\sum _{i,j}\ m_{i}\mathbf {a} _{i}\cdot {\frac {\partial \mathbf {r} _{i}}{\partial q_{j}}}\delta q_{j}\,\!}。
應用乘積法則，
{\displaystyle \sum _{i,j}\ m_{i}\mathbf {a} _{i}\cdot {\frac {\partial \mathbf {r} _{i}}{\partial q_{j}}}\delta q_{j}=\sum _{i,j}\left({\frac {d}{dt}}\left(m_{i}\mathbf {v} _{i}\cdot {\frac {\partial \mathbf {r} _{i}}{\partial q_{j}}}\right)-m_{i}\mathbf {v} _{i}\cdot {\frac {d}{dt}}\left({\frac {\partial \mathbf {r} _{i}}{\partial q_{j}}}\right)\right)\delta q_{j}\,\!}。
注意到{\displaystyle {\frac {\partial \mathbf {r} _{i}}{\partial q_{j}}}\,\!}的參數為{\displaystyle q_{1},q_{2},\cdots ,q_{n},\ t\,\!}，而速度{\displaystyle \mathbf {v} _{i}\,\!}的參數為{\displaystyle q_{1},q_{2},\cdots ,q_{n},{\dot {q}}_{1},{\dot {q}}_{2},\cdots ,{\dot {q}}_{n},\ t\,\!}，所以，
{\displaystyle {\frac {d}{dt}}\left({\frac {\partial \mathbf {r} _{i}}{\partial q_{j}}}\right)=\left({\frac {\partial }{\partial t}}+\sum _{k}{\dot {q}}_{k}{\frac {\partial }{\partial q_{k}}}\right)\left({\frac {\partial \mathbf {r} _{i}}{\partial q_{j}}}\right)={\frac {\partial ^{2}\mathbf {r} _{i}}{\partial q_{j}\partial t}}+\sum _{k}{\frac {\partial ^{2}\mathbf {r} _{i}}{\partial q_{j}\partial q_{k}}}{\dot {q}}_{k}\,\!}  、
{\displaystyle {\frac {\partial \mathbf {v} _{i}}{\partial q_{j}}}={\frac {\partial }{\partial q_{j}}}\left({\frac {\partial \mathbf {r} _{i}}{\partial t}}+\sum _{k}{\frac {\partial \mathbf {r} _{i}}{\partial q_{k}}}{\dot {q}}_{k}\right)={\frac {\partial ^{2}\mathbf {r} _{i}}{\partial q_{j}\partial t}}+\sum _{k}{\frac {\partial ^{2}\mathbf {r} _{i}}{\partial q_{j}\partial q_{k}}}{\dot {q}}_{k}\,\!}。
因此，以下關係式成立：
{\displaystyle {\frac {d}{dt}}\left({\frac {\partial \mathbf {r} _{i}}{\partial q_{j}}}\right)={\frac {\partial \mathbf {v} _{i}}{\partial q_{j}}}\,\!}  。（4）
將方程式（3）與（4）代入，加速度項目成為
{\displaystyle \sum _{i,j}\ m_{i}\mathbf {a} _{i}\cdot {\frac {\partial \mathbf {r} _{i}}{\partial q_{j}}}\delta q_{j}=\sum _{i,j}\left({\frac {d}{dt}}\left(m_{i}\mathbf {v} _{i}\cdot {\frac {\partial \mathbf {v} _{i}}{\partial {\dot {q}}_{j}}}\right)-m_{i}\mathbf {v} _{i}\cdot {\frac {\partial \mathbf {v} _{i}}{\partial q_{j}}}\right)\delta q_{j}\,\!}。
思考這個系統的動能{\displaystyle T\,\!}，
{\displaystyle T=\sum _{i}\ {\frac {1}{2}}m_{i}\mathbf {v} _{i}\cdot \mathbf {v} _{i}\,\!}。
加速度項目與動能的關係為
{\displaystyle \sum _{i,j}\ m_{i}\mathbf {a} _{i}\cdot {\frac {\partial \mathbf {r} _{i}}{\partial q_{j}}}\delta q_{j}=\sum _{j}\ \left({\frac {d}{dt}}\left({\frac {\partial T}{\partial {\dot {q}}_{j}}}\right)-{\frac {\partial T}{\partial q_{j}}}\right)\delta q_{j}\,\!}。（5）
思考方程式（1）的外力項目，將方程式（2）代入，
{\displaystyle \sum _{i}\ \mathbf {F} _{i}\cdot \delta \mathbf {r} _{i}=\sum _{i,j}\ \mathbf {F} _{i}\cdot {\frac {\partial \mathbf {r} _{i}}{\partial q_{j}}}\delta q_{j}=\sum _{j}\ {\mathcal {F}}_{j}\delta q_{j}\,\!}；（6）
這裏，{\displaystyle {\boldsymbol {\mathcal {F}}}\,\!}是廣義力：
{\displaystyle {\mathcal {F}}_{j}=\sum _{i}\ \mathbf {F} _{i}\cdot {\frac {\partial \mathbf {r} _{i}}{\partial q_{j}}}\,\!}。
將方程式（5）與（6）代入方程式（1），會得到
{\displaystyle \sum _{j}\ \left({\frac {d}{dt}}\left({\frac {\partial T}{\partial {\dot {q}}_{j}}}\right)-{\frac {\partial T}{\partial q_{j}}}-{\mathcal {F}}_{j}\right)\delta q_{j}=0\,\!}。（7）
假設所有的廣義坐標都相互獨立，則所有的廣義坐標的虛位移也都相互獨立。由於這些虛位移都是任意設定的，只有滿足下述方程式，才能使方程式方程式（7）成立：
{\displaystyle {\frac {d}{dt}}\left({\frac {\partial T}{\partial {\dot {q}}_{j}}}\right)-{\frac {\partial T}{\partial q_{j}}}-{\mathcal {F}}_{j}=0\,\!}。（8）
假設這系統是單演系統，也就是說，這系統的廣義力與廣義位勢{\displaystyle V\,\!}之間的關係式為
{\displaystyle {\mathcal {F}}_{j}={\frac {d}{dt}}\left({\frac {\partial V}{\partial {\dot {q}}_{j}}}\right)-{\frac {\partial V}{\partial q_{j}}}\,\!}，
那麼，
{\displaystyle {\frac {d}{dt}}\left({\frac {\partial (T-V)}{\partial {\dot {q}}_{j}}}\right)-{\frac {\partial (T-V)}{\partial q_{j}}}=0\,\!}。
廣義位勢也是系統的勢能。注意到拉格朗日量{\displaystyle L\,\!}定義為系統的動能減去勢能：
{\displaystyle L\ {\stackrel {def}{=}}\ T-V\,\!}，
則可得到拉格朗日方程式：
{\displaystyle {\frac {d}{dt}}\left({\frac {\partial L}{\partial {\dot {q}}_{j}}}\right)-{\frac {\partial L}{\partial q_{j}}}=0\,\!}。
假設這系統是保守系統，也就是說，這系統的廣義力與位勢{\displaystyle V\,\!}之間的關係式為
{\displaystyle {\mathcal {F}}_{j}=-{\frac {\partial V}{\partial q_{j}}}\,\!}，
則拉格朗日方程式也成立。

## 達朗貝爾慣性力原理
根據對於剛體的牛頓第二定律，一個運動中的剛體，其運動方程式為
{\displaystyle \sum _{i}\ \mathbf {F} _{i}=m\mathbf {a} \,\!}、
{\displaystyle \sum _{i}\ \mathbf {M} _{i}={\boldsymbol {\mathcal {I}}}{\boldsymbol {\alpha }}\,\!}；
其中，{\displaystyle \mathbf {F} _{i}\,\!}是施加於剛體的外力，{\displaystyle m\,\!}是剛體的質量，{\displaystyle \mathbf {a} \,\!}是剛體質心的加速度，{\displaystyle \mathbf {M} _{i}\,\!}是每一個外力{\displaystyle \mathbf {F} _{i}\,\!}對於剛體質心的力矩、{\displaystyle {\boldsymbol {\mathcal {I}}}\,\!}是對於剛體質心的慣性張量，{\displaystyle {\boldsymbol {\alpha }}\,\!}是剛體的角加速度。
達朗貝爾建議將加速度項目{\displaystyle -m\mathbf {a} \,\!}視為一種因為剛體的運動而產生的作用力，稱為慣性力{\displaystyle \mathbf {I} \,\!}，又將角加速度項目{\displaystyle -{\mathcal {I}}{\boldsymbol {\alpha }}\,\!}視為一種因為剛體的運動而產生的力矩，稱為慣性力矩{\displaystyle \mathbf {M} \,\!}：
{\displaystyle \mathbf {I} =-m\mathbf {a} \,\!}、
{\displaystyle \mathbf {M} =-{\boldsymbol {\mathcal {I}}}{\boldsymbol {\alpha }}\,\!}。
那麼，運動方程式變為
{\displaystyle \mathbf {I} +\sum _{i}\ \mathbf {F} _{i}=\mathbf {0} \,\!}、
{\displaystyle \mathbf {M} +\sum _{i}\ \mathbf {M} _{i}=\mathbf {0} \,\!}。
在工程力學裏，達朗貝爾慣性力原理闡明：剛體的慣性力與所有作用於剛體的外力的合力等於零，剛體的慣性力矩與所有作用於剛體的力矩的合力矩等於零。。這原理可以幫助分析正在運動中的某連桿所感受到的作用力。
請注意，慣性力必須作用於質心；而慣性力矩是力偶矩，可以作用於物體的任何一位置。靠著達朗貝爾慣性力原理，動力系統可以變為像靜力系統一樣的解析。這方法的優點是，在等價的靜力系統裏，可以選擇任何一點（不只是質心）來計算力矩。這時常會導至較簡易的運算。因為，如果選擇出正確的力矩作用點，在計算力矩時，可以忽略許多作用力（這些作用力與選擇點同直線）。

### 剛體二維平面運動實例
假設施加作用力或力矩於一個平面剛體，則此剛體會在xy-平面上呈平移運動或旋轉運動，其慣性力{\displaystyle \mathbf {I} \,\!}與慣性力矩{\displaystyle \mathbf {M} \,\!}的方程式分別為
{\displaystyle \mathbf {I} =-m\mathbf {a} \,\!}、
{\displaystyle \mathbf {M} =-{\boldsymbol {\mathcal {I}}}\alpha \,\!}。
假設，除了作用於剛體的外力以外，將慣性力視為作用力，將慣性力矩視為力矩，這系統就等價於靜力系統。因此，靜力平衡方程式成立：
{\displaystyle \sum _{i}F_{xi}=0\,\!}、
{\displaystyle \sum _{i}F_{yi}=0\,\!}、
{\displaystyle \sum _{i}M_{i}=0\,\!}。
這方法的優點是，{\displaystyle \sum _{i}M_{i}\,\!}乃是對於任意點的力矩的總合；而直接應用牛頓運動定律的方法有一個額外的要求：旋轉運動方程式只能選擇在質心計算。